# Zločini in prekrški
Zločini in prekrški (angleško Crimes and Misdemeanors) je ameriški eksistencialni komični film iz leta 1989, ki ga je režiral in zanj napisal scenarij Woody Allen. Zgodba pripoveduje o dveh osrednjih likih, uspešnem oftalmologu Judahu Rosenthalu (Martin Landau) in snemalcu manjših dokumentarcev Cliffordu Sternu (Allen). Navdih za Judahovo moralno dilemo ob krivdi za umor svoje žene, kot nakazuje tudi naslov filma, izvira iz romana Dostojevskega Zločin in kazen.  
Čeprav finančno neuspešen, je film prejel ugodne ocene kritikov in bil nominiran za oskarje za najboljšo režijo, scenarij (obakrat Allen) in najboljšo moško stransko vlogo (Landau). Na strani Rotten Tomatoes je prejel oceno 93%. V anketi revije Empire se je uvrstil na 267. mesto lestvice petstotih najboljših filmov vseh časov, oktobra 2013 pa so ga bralci Guardiana izbrali za tretji najboljši Allenov film.

## Vloge
- Alan Alda kot Lester
- Woody Allen kot Cliff Stern
- Martin Landau kot Judah Rosenthal
- Mia Farrow kot Halley Reed
- Anjelica Huston kot Dolores Paley
- Jerry Orbach kot Jack Rosenthal
- Sam Waterston kot Ben
- Joanna Gleason kot Wendy Stern
- Caroline Aaron kot Barbara
- Claire Bloom kot Miriam Rosenthal
- Jenny Nichols kot Jenny
- Martin S. Bergmann kot prof. Louis Levy
- Frances Conroy kot najemodajalec
- Daryl Hannah kot Lisa Crosley
- Nora Ephron kot svatinja